# Benala rafaeli
Benala rafaeli är en insektsart som beskrevs av Keti Maria Rocha Zanol 1999. Benala rafaeli ingår i släktet Benala och familjen dvärgstritar. Inga underarter finns listade i Catalogue of Life.